# Boleslao IV di Varsavia
Boleslao IV di Varsavia (in polacco Bolesław IV warszawski; 1421 circa – Opinogóra Górna, 10 settembre 1454) è stato un nobile polacco, membro del ramo della dinastia dei Piast della Masovia. Fu duca di Varsavia dal 1429 al 1454 (in reggenza fino al 1436) e duca di Podlachia dal 1440 al 1444.
Era il secondogenito di Boleslao Januszowic (a sua volta secondo figlio di Janusz I di Varsavia) e di Anna Feodorovna di Ratnie, una figlia di Teodoro di Ratno che governava parte della Volinia.